# Slavická lípa

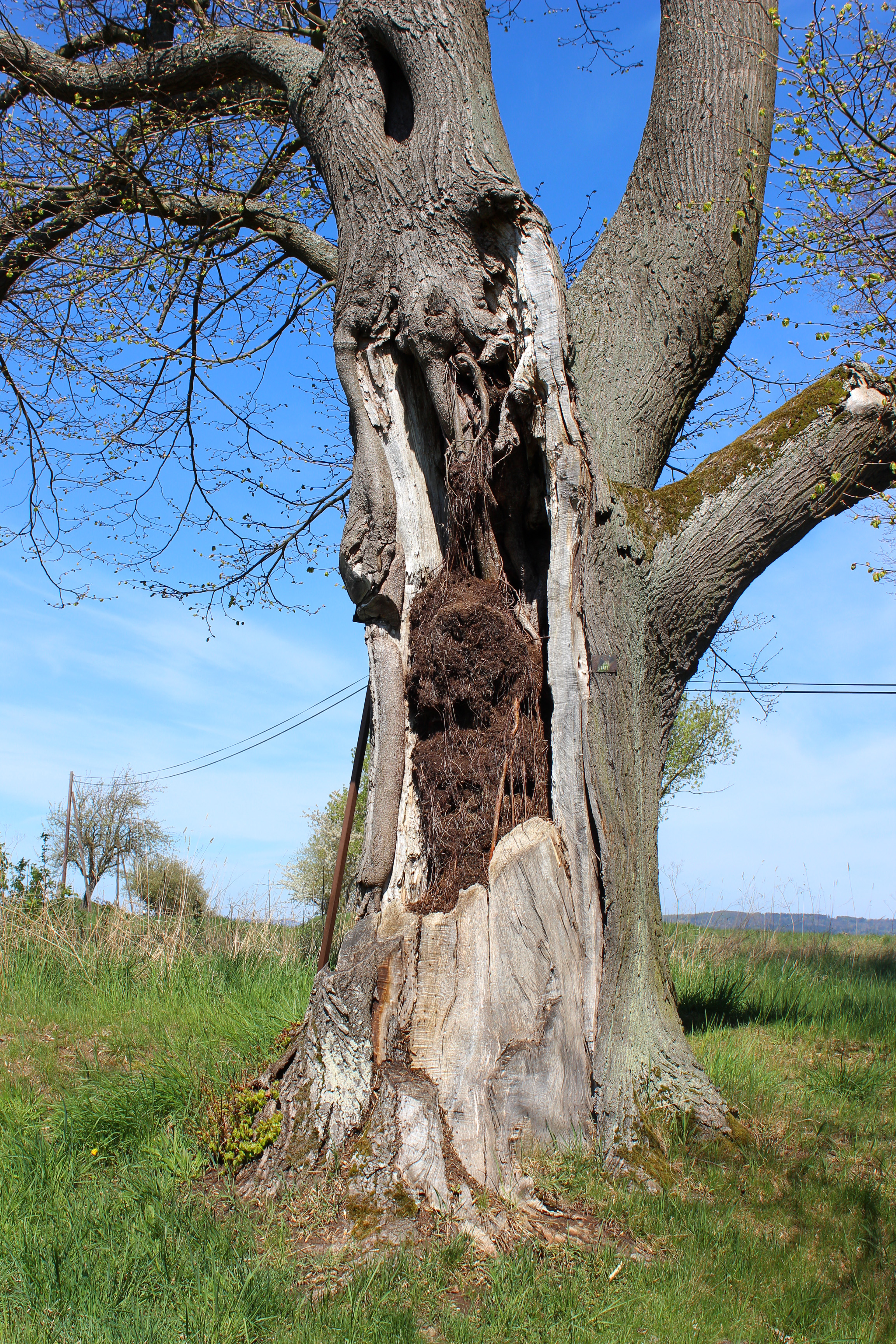
Detail kmene

Slavická lípa je památný strom ve vsi Slavice severně od Stříbra. Lípa malolistá (Tilia cordata) roste západně od kaple Panny Marie na severním konci vesnice v nadmořské výšce 520 m při silnici č. 202 na Horní Kozolupy. Obvod jejího kmene měří 382 cm a koruna stromu dosahuje do výšky 18 m (měření 2003). Chráněna je od roku 1981 pro svůj vzrůst a jako součást památky.

## Stromy v okolí
- Lípy na samotě U Silnice